# Peglow
João Gabriel Martins Peglow, plus communément appelé Peglow, né le 7 janvier 2002 à Porto Alegre, est un footballeur brésilien qui joue au poste d'avant-centre avec D.C. United.

## Carrière

### En club
Peglow signe son premier contrat professionnel en mars 2019 avec l'Inter, dans lequel figure une clause de libération estimée à environ 60 millions d'euros. Il fait ainsi partie des jeunes champions du monde des moins de 17 ans les plus observés dans les clubs des grands championnats européens.

### En sélection nationale
En octobre et novembre 2019, il est sélectionné pour la Coupe du monde des moins de 17 ans au Brésil. L'équipe du Brésil remporte la finale de la compétition, qu'elle n’a plus atteint depuis 2003.
Il figure par la suite notamment dans l'équipe type de la compétition de France Football.

## Palmarès
Équipe du Brésil des moins de 17 ans
- coupe du monde des moins de 17 ans
  - Vainqueur en 2019.

## Statistiques
| Saison                | Club                       | Championnat           | Championnat | Championnat | Championnat | Coupe(s) nationale(s) | Coupe(s) nationale(s) | Coupe(s) nationale(s) | Supercoupe | Supercoupe | Supercoupe | Compétition(s) continentale(s) | Compétition(s) continentale(s) | Compétition(s) continentale(s) | Compétition(s) continentale(s) | Ligue régionale | Ligue régionale | Ligue régionale | Total | Total | Total |
| Saison                | Club                       | Division              | M.          | B.          | P.d.        | M.                    | B.                    | P.d.                  | M.         | B.         | P.d.       | Comp.                          | M.                             | B.                             | P.d.                           | M.              | B.              | P.d.            | M.    | B.    | P.d.  |
| 2020                  | Internacional              | Série A               | 16          | 2           | 3           | 2                     | 0                     | 0                     | -          | -          | -          | CL                             | 2                              | 0                              | 1                              | 1               | 0               | 0               | 21    | 2     | 4     |
| 2021                  | Internacional              | Série A               | 1           | 0           | 0           | -                     | -                     | -                     | -          | -          | -          | CL                             | 0                              | 0                              | 0                              | 3               | 0               | 0               | 4     | 0     | 0     |
| Sous-total            | Sous-total                 | Sous-total            | 17          | 2           | 3           | 2                     | 0                     | 0                     | -          | -          | -          | -                              | 2                              | 0                              | 1                              | 4               | 0               | 0               | 25    | 2     | 4     |
| 2021-2022             | FC Porto B (prêt)          | Segunda Liga          | 25          | 3           | 1           | -                     | -                     | -                     | -          | -          | -          | -                              | -                              | -                              | -                              | -               | -               | -               | 25    | 3     | 1     |
| 2022                  | Atlético Goianiense (prêt) | Série A               | 6           | 0           | 1           | 2                     | 0                     | 0                     | -          | -          | -          | CL                             | 1                              | 0                              | 0                              | -               | -               | -               | 9     | 0     | 1     |
| 2023                  | SK Dnipro-1 (prêt)         | Premier Liha          | 1           | 0           | 0           | -                     | -                     | -                     | -          | -          | -          | C4                             | 2                              | 0                              | 0                              | -               | -               | -               | 3     | 0     | 0     |
| Sous-total            | Sous-total                 | Sous-total            | 32          | 3           | 2           | 2                     | 0                     | 0                     | -          | -          | -          | -                              | 3                              | 0                              | 0                              | -               | -               | -               | 37    | 3     | 2     |
| Total sur la carrière | Total sur la carrière      | Total sur la carrière | 49          | 5           | 5           | 4                     | 0                     | 0                     | -          | -          | -          | -                              | 5                              | 0                              | 1                              | 4               | 0               | 0               | 62    | 5     | 6     |